# Punta Hermosa (distrito)
O distrito de Punta Hermosa é um dos quarenta e três distritos que formam a Província de Lima, pertencente a Região Lima, na zona central do Peru.
Prefeito: Jorge Olaechea Reyes (2019-2022)

## Transporte
O distrito de Punta Hermosa é servido pela seguinte rodovia:
- PE-1S, que liga o distrito de Lima (Província de Lima à cidade de Tacna (Região de Tacna - Posto La Concordia (Fronteira Chile-Peru) - e a rodovia chilena Ruta CH-5 (Rodovia Pan-Americana)[1][2]